# Mawei
Mawei (chinesisch 马尾区, Pinyin Mǎwěi Qū) ist ein chinesischer Stadtbezirk der bezirksfreien Stadt Fuzhou in der Provinz Fujian. Er hat eine Fläche von 268,8 km² und zählt 290.554 Einwohner (Stand: 2020).

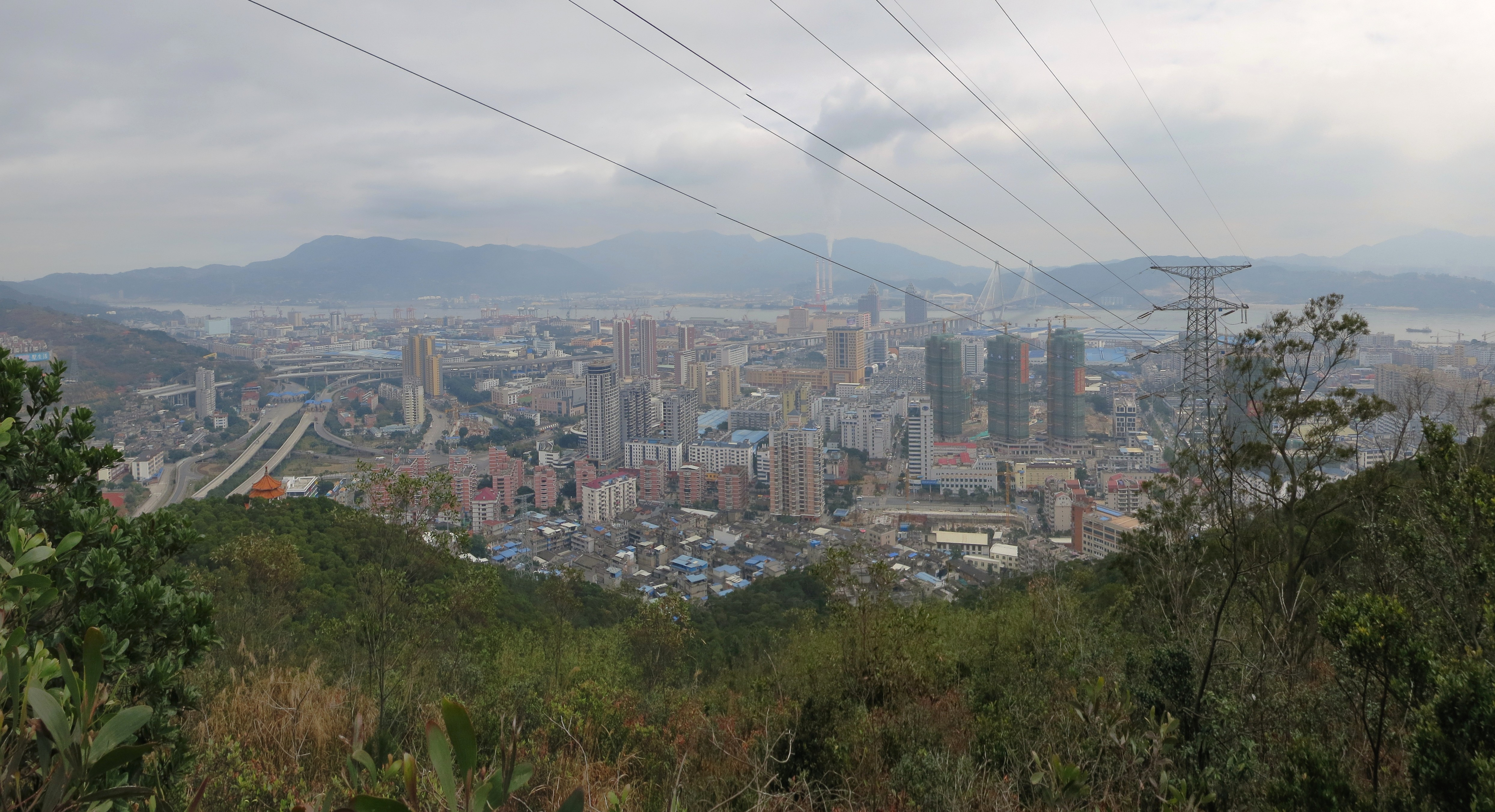
Mawei, Bezirk von Fuzhou, vom Tianma aus gesehen